# Deus Ex Machinae
 (février 2023).
Si vous disposez d'ouvrages ou d'articles de référence ou si vous connaissez des sites web de qualité traitant du thème abordé ici, merci de compléter l'article en donnant les références utiles à sa vérifiabilité et en les liant à la section « Notes et références ».
Albums de Machinae Supremacy
Redeemer
(2006)
Deus Ex Machinae est le premier album du groupe de metal suédois Machinae Supremacy, sorti en 2004.

## Titres
Les 14 pistes de cet album sont :
| No  | Titre                    | Durée |
| --- | ------------------------ | ----- |
| 1.  | Insidious                | 5:36  |
| 2.  | Super Steve              | 5:39  |
| 3.  | Dreadnaught              | 4:05  |
| 4.  | Flagcarrier              | 6:02  |
| 5.  | Return to Snake Mountain | 5:18  |
| 6.  | Player One               | 5:43  |
| 7.  | Deus Ex Machinae         | 4:44  |
| 8.  | Attack Music             | 3:35  |
| 9.  | Ninja                    | 5:23  |
| 10. | Throttle and Mask        | 3:59  |
| 11. | Killer Instinct          | 3:53  |
| 12. | Tempus Fugit             | 4:58  |
| 13. | Blind Dog Pride          | 6:25  |
| 14. | Machinae Prime           | 7:12  |

Titre bonus lors de la réédition :  Soundtrack to the Rebellion 6:00